# Guadalajara (Mexikó)
Guadalajara (ejtsd: gvadalahára, IPA: [gwaðala'xara]) nagyváros Mexikóban, agglomerációjával együtt Mexikóváros után az ország második legnagyobb városa, Jalisco állam fővárosa, érseki székhely. A várost a „Nyugat Gyöngye” (Perla del Occidente) néven is szokták emlegetni, ezenkívül Mexikó „Szilícium-völgyének” is nevezik a General Electric, az IBM, az Intel, a Hitachi és a Hewlett-Packard itt működő leányvállalatai miatt.
Több egyetem is van itt, köztük Mexikó második legrégibb egyeteme, az 1792-ben alapított Universidad de Guadalajara. A város további egyetemei a Guadalajarai Független Egyetem (Universidad Autónoma de Guadalajara), a Cuauthémoc Egyetem (Universidad Cuauthémoc) és a Pánamerikai Egyetem (Universidad Panamericana), továbbá két magánegyetem, az ITESO és az ITESM.
A város lakóit egy indián nyelvből származó szóval tapatíóknak nevezik. Innen származik sok mexikói hagyomány, mint például a mariachi zene és a jarabe tapatío tánc.

## Földrajz

### Fekvése
A város Mexikóvárostól 460 km-re nyugat–északnyugatra, a Vulkáni-kereszthegység területén, az Atemajac-völgy bejáratánál három korábbi település (Nochistlán, Tonalá és Tlacotlán) helyén fekszik. A szűken vett Guadalajara területe nagyjából sík, a tenger szintje felett mintegy 1550 méterrel terül el, de déli és nyugati határvidékein már magasabbra emelkednek az utcák, északkeleten pedig a Río Grande de Santiago folyó vadonnal benőtt völgye választja el szomszédaitól. A szűken vett Guadalajara község lakossága mintegy másfél millió fő, de az agglomeráció magában foglalja Zapopan, Tlaquepaque, Tonalá, Tlajomulco de Zúñiga, El Salto, Juanacatlán és Ixtlahuacán de los Membrillos községek területét is, melyekkel együtt közel 4,5 millió lakosa van.

### Éghajlat
A város éghajlata meleg, és nyáron–ősz elején igen csapadékos. Minden hónapban mértek már legalább 31 °C-os hőséget, a rekord elérte a 41 °C-ot is. Az átlagos hőmérsékletek a januári 17,1 és a májusi 24,5 fok között váltakoznak, fagy igen ritkán fordul elő. Az évi átlagosan 1002 mm csapadék időbeli eloszlása nagyon egyenetlen: a júniustól szeptemberig tartó 4 hónapos időszak alatt hull az éves mennyiség több mint 85%-a.
| Hónap                                   | Jan. | Feb. | Már. | Ápr. | Máj. | Jún. | Júl. | Aug. | Szep. | Okt. | Nov. | Dec. | Év   |
| --------------------------------------- | ---- | ---- | ---- | ---- | ---- | ---- | ---- | ---- | ----- | ---- | ---- | ---- | ---- |
| Rekord max. hőmérséklet (°C)            | 35,0 | 38,0 | 39,0 | 41,0 | 39,0 | 38,5 | 36,0 | 36,5 | 32,5  | 34,5 | 32,0 | 31,0 | 41,0 |
| Átlagos max. hőmérséklet (°C)           | 24,7 | 26,5 | 29,0 | 31,2 | 32,5 | 30,5 | 27,5 | 27,3 | 27,1  | 27,1 | 26,4 | 24,7 | 27,9 |
| Átlaghőmérséklet (°C)                   | 17,1 | 18,4 | 20,7 | 22,8 | 24,5 | 23,9 | 22,0 | 21,9 | 21,8  | 21,0 | 19,2 | 17,5 | 20,9 |
| Átlagos min. hőmérséklet (°C)           | 9,5  | 10,3 | 12,3 | 14,3 | 16,4 | 17,3 | 16,5 | 16,4 | 16,5  | 14,9 | 12,1 | 10,3 | 13,9 |
| Rekord min. hőmérséklet (°C)            | −1,5 | 0,0  | 1,0  | 0,0  | 1,0  | 11,5 | 9,0  | 11,0 | 10,0  | 8,0  | 4,5  | −0,5 | −1,5 |
| Átl. csapadékmennyiség (mm)             | 16   | 7    | 5    | 6    | 25   | 191  | 273  | 226  | 170   | 61   | 14   | 10   | 1002 |
| Forrás: Servicio Meteorológico Nacional |      |      |      |      |      |      |      |      |       |      |      |      |      |

## Népesség
Bár Guadalajara szűken vett városában nem, de a 8 községből álló agglomerációban az országos folyamatokkal összhangban gyorsan növekszik a népesség. Ezeket a változásokat szemlélteti az alábbi táblázat:
| Év   | Lakosság (Guadalajara város) | Lakosság (Guadalajarai agglomeráció) |
| ---- | ---------------------------- | ------------------------------------ |
| 1990 | 1 650 205                    | 3 003 868                            |
| 1995 | 1 633 216                    | 3 482 417                            |
| 2000 | 1 646 319                    | 3 699 136                            |
| 2005 | 1 600 940                    | 4 095 853                            |
| 2010 | 1 495 189                    | 4 434 878                            |

## Nevének eredete
A várost az azonos nevű spanyol város után nevezték el. A név arab eredetű, a Wad-al-hidjara jelentése: „sziklák között rohanó folyó”.

## Története
Guadalajarát 1542. február 14-én V. Károly császár parancsára alapították. A gyarmati korban Guadalajara Új-Galicia tartomány székhelye volt, majd a mexikói függetlenségi háborút követően Guadalajara tartomány székhelye lett. Egyetemét 1792-ben alapították. A várost történelme során gyakran sújtotta földrengés. A főbb katasztrófák (1818, 1875) után mindig gyorsan felépült.

### A guadalajarai gázrobbanás[forrás?]
1992. április 22-én a várost nagy erejű gázrobbanás rázta meg, melynek központja a belváros Analco kerülete alatt volt. A balesetet a csatornarendszerben felgyülemlett gáz berobbanása okozta, aminek következtében nyolc kilométernyi utca és négy keresztutca dőlt romba a szegények lakta Reforma negyedben. A robbanások több mint 4 órán keresztül tartottak, a hivatalos közlemény szerint 206 ember vesztette életét, közel 500-an megsérültek és 15 ezer ember maradt fedél nélkül. A károk becsült értéke 300 és 1 milliárd amerikai $ közé tehető. Az esetet súlyosbították a körülmények, miszerint a hatóságok nem tettek semmilyen megelőző intézkedést, még akkor sem, amikor már tisztában voltak a helyzet súlyosságával.
A későbbi vizsgálati eredmények kimutatták, hogy mik okozhatták a tragédiát. Az új vízcsöveket - amelyek anyaga cinkkel borított réz – a helyi közlekedési felújítások miatt korábban áthelyezték egy acélcső közelébe, amely egy benzinkúthoz tartozott. A talaj nedvességének hatására a fémek elektrolitikus reakcióba léptek egymással, ami végül az acélcső korróziójához vezetett. A gázt szállító acélcsövön keletkezett lyukon keresztül a benzin kiszökött a felszín közelébe, a városi csőhálózatba, és ez okozhatta a robbanást.

## Gazdaság
1964 óta itt működik a Grupo Modelo egyik sörgyára, 1970 óta pedig a Cervecería Cuauhtémoc Moctezuma is gyárt sört a városban.

## Nevezetességei
- Guadalajara Mexikó egyik legősibb városa, bővelkedik a régi épületekben.
- A város legfontosabb műemléke a város főútján, az Avenida Alcaldén található székesegyház.
- A Plaza de Armas nevű tér a székesegyháztól délre a függetlenségi háború századik évfordulójára épített kioszkkal, a tér sarkain a négy évszakot ábrázoló szobrokkal.
- A Rotonda de los Hombres Ilustres a székesegyház keleti oldalán a város hírneves embereinek, politikusainak, íróinak, művészeinek mauzóleuma.
- A Plaza de la Liberación a nagygyűlések, szabadtéri előadások színtere.
- A Degollado Színház a város kulturális életének a központja, sok fontos esemény helye.
- A Plaza Fundadorest, az alapítók terét a város alapításának emlékére építették.
- A Teatro Diana a város 2000–ben újjáépített, legnagyobb színháza.
- Az Expo Guadalajara a nagy vásárok és kiállítások helyszíne.
- A Plaza del Sol a város legnagyobb bevásárlóközpontja, a város gazdasági centruma.

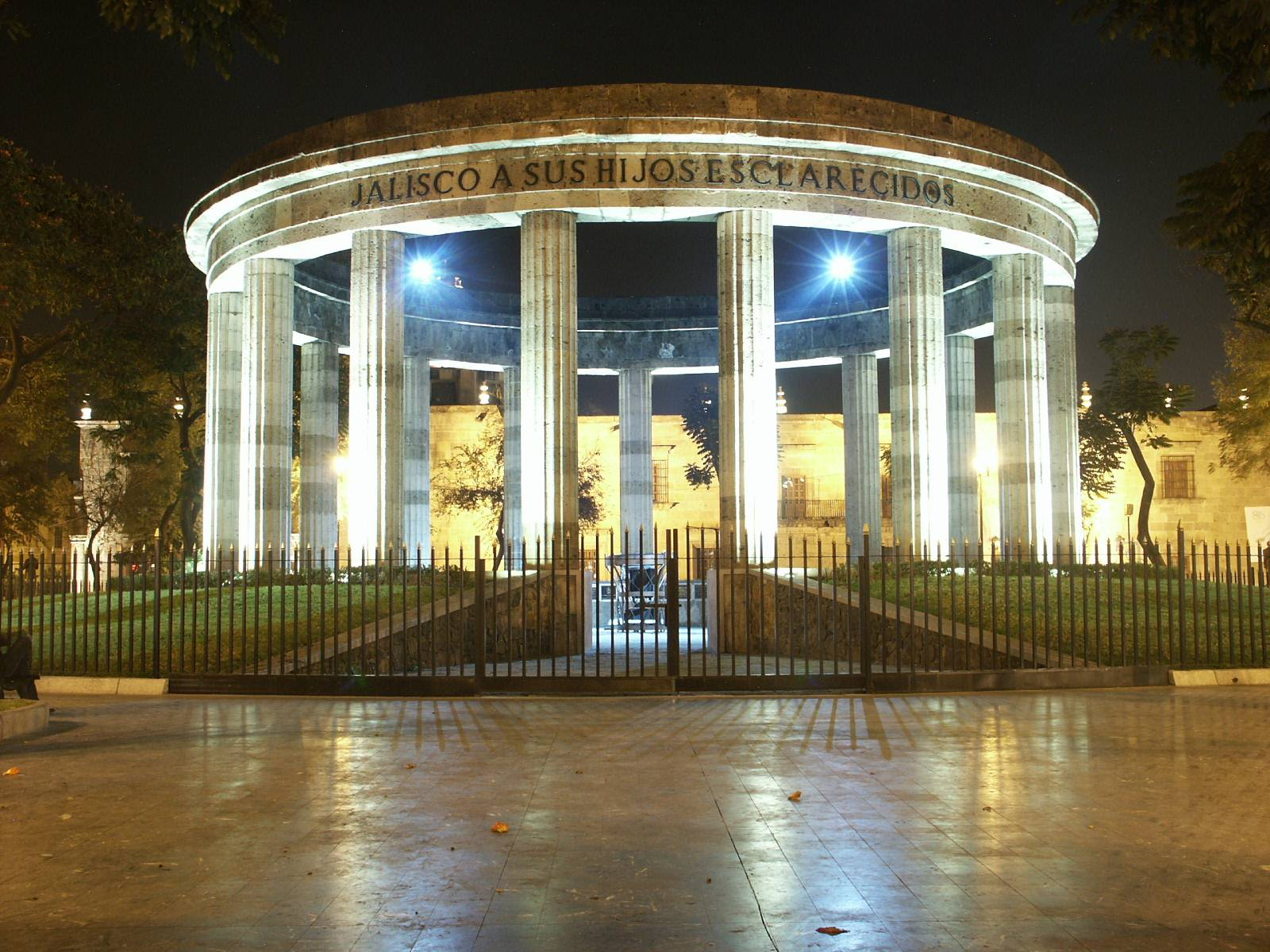
A Rotonda de los Hombres Ilustres

- A Torrena a város 2007-ben nyíló kereskedelmi és kulturális centruma.
- A Minerva a város egyik kapuja, közepén szökőkúttal és egy hatalmas Minerva-szoborral, kezében lándzsával és pajzzsal a Zapopan felől érkező turistákat fogadja.
- A Galerias Guadalajara a város legmodernebb bevásárlóközpontja.
- Innen származik a torta ahogada nevű szendvics[7] és a jericalla nevű édesség.[8]
- A város legmagasabb épülete egy 215 méter magas felhőkarcoló, a Hotel Riu Plaza Guadalajara nevű szálloda.[9]
- Guadalajara északkeleti részén, a Barranca de Huentitán völgy felett épült fel a 19. század végén Latin-Amerika első függőhídja, az arcedianói híd. Az eredeti építmény már nincs meg, csak egy másolat néhány száz méterrel odébb.[10]

## Sport
A város főbb labdarúgó csapatai a nagy hagyományokkal rendelkező Club Guadalajara, a Club Atlas, a CD Universidad de Guadalajara (Leones Negros) és az Estudiantes Tecos, közülük az első kettő első osztályú, a Leones Negros másodosztályú, a Tecos pedig jelenleg csak a harmadosztályú bajnokságban szerepel.